# Tabanus armenicus
Tabanus armenicus är en tvåvingeart som beskrevs av Szilady 1926. Tabanus armenicus ingår i släktet Tabanus och familjen bromsar. Inga underarter finns listade i Catalogue of Life.